# جوردن موريل
جوردن موريل هو لاعب كرة قدم كندي في مركز الدفاع، ولد في 2 مايو 1993 في لندن في المملكة المتحدة. شارك مع منتخب كندا لكرة القدم. أما مع النوادي، فقد لعب مع ريال موناركس ونادي لاس فيغاس لايتس.

## وصلات خارجية
- جوردن موريل على موقع قاعدة بيانات كرة القدم.إي يو (الإنجليزية)
- جوردن موريل على موقع Soccerway.com (الإنجليزية)